# Bida
Per la ciutat de Nigèria, vegeu Bida (Nigèria)
Bida (àrab: بدعة, bidʿa, ‘innovació’, ‘heretgia’) és un terme àrab que es refereix, dins de l'islam, a les innovacions en matèria de religió. En contrast amb el terme català «innovació», el concepte de bida sol tenir una connotació negativa, tot i que no sempre: si bé les innovacions pel que fa als afers mundans (com la ciència, la medicina o la tecnologia) són generalment acceptables i recomanables per a un musulmà, les innovacions en la pràctica religiosa són considerades sovint com un pecat.

## En l'islam sunnita
En els primers moments de l'islam, la bida es referia principalment a les doctrines heterodoxes. En dret islàmic, quan s'empra sense cap qualificació, indicava qualsevol assumpte inventat que no tenia precedents en l'Alcorà i la sunna i/o que hi estava en contra.
Els erudits musulmans sunnites tradicionalment han distingit dues menes de bida, les innovacions en assumptes mundans i les innovacions en assumptes religiosos. Altres estudiosos, a més, han dividit la bida entre innovacions legals i innovacions il·legals.
Introduir una bida en assumptes religiosos i practica-la i seguir-la es considera un pecat, un dels més greus en l'islam, del qual cal desistir i penedir-se'n.

### En assumptes mundans
Els erudits musulmans sunnites han distingit entre dues menes de bida, en assumptes mundans:
1. Innovacions bones, com ara l'ús de la tecnologia per tal de propagar la fe de l'islam.[7]
2. Innovacions perverses i, per tant, prohibides per la llei islàmica, com ara el consum d'alcohol[8] o, més recentment, la descoberta i síntesi de substàncies tòxiques.[9][10]

### En assumptes religiosos
Des del punt de vista tradicional, existeixen diverses definicions de bida segons les diverses escoles interpretatives de l'islam:
- «Dur a terme accions que desagraden a Déu i al seu missatger Mahoma» (Muhàmmad ibn Issa at-Tirmidhí).[11][12]

- «Coses noves que no es basen en l'Alcorà o la sunna» (Ibn Rajab).[11][13]

- «Una bida sempre és dolenta, però si alguna cosa nova té el seu origen en l'Alcorà i la sunna, se l'anomenarà bida lughawiyya (‘innovació verbal’)» (Ibn Taymiyya).[11][14]

En aquests sentit, alguns autors distingeixen entre innovacions bones i dolentes:
- Bida sàyyia, ‘innovació dolenta’: «allò que s'oposa a l'Alcorà i la sunna o que està en contra de l'islam»[11] (Ibn Hajar al-Asqalani[15] i Ibn Qayyim al-Jawziyya),[16] o també de la xaria (llei islàmica) (Muhammad Ramzaan),[17] o allò que elimina la sunna o que va en contra dels deures del musulmà i que, per tant, està prohibit.
- Bida hàssana: allò nou que no està en contra de la xaria (segons estudiosos com ara Muhàmmad aix-Xawkaní,[18] an-Nawawí,[19] Ibn Hàjar al-Asqalaní,[20] Ibn Mandhur, ar-Raghib al-Isfahaní o Badr-ad-Din al-Ayní).[11] Un exemple de bida hàssana és el desenvolupament de l'estudi dels hadits, del fiqh o el tafsir, que no existien en època del profeta Mahoma (an-Nawawí).[21]

## En l'islam xiïta
Per a l'islam xiïta, la definició de bida és qualsevol cosa que s'introdueixi a l'islam com a fard (‘obligatori’), mustahabb (recomenat), halal (‘neutre’), makruh (‘detestable’) o hàram (‘prohibit’) i que contradigui l'Alcorà o els hadits. Està permesa qualsevol pràctica bona i nova que no contradigui l'Alcorà i els hadits. Tanmateix, no està permès afirmar que una pràctica bona i nova hagi de ser obligatòria, molt recomanable o sunna pròpiament dita. En aquest sentit, la postura xiïta s'assembla força a la dels teòlegs sunnites que defenen la idea de l'existència de la bida hàssana. Com a regla general, en la jurisprudència xiïta, qualsevol cosa està permesa llevat d'allò explícitament prohibit en la revelació divina, és a dir a l'Alcorà i els hadits.